# NCSM Montréal (FFH 336)
 (avril 2025).
Si vous disposez d'ouvrages ou d'articles de référence ou si vous connaissez des sites web de qualité traitant du thème abordé ici, merci de compléter l'article en donnant les références utiles à sa vérifiabilité et en les liant à la section « Notes et références ».
Le NCSM Montréal (FFH 336), est une frégate canadienne, le septième de la classe Halifax. Il a été nommé d'après le nom de la métropole du Québec. Il est en service depuis 1993 et assigné à la Force maritime Atlantique, sous le Commandement de la Force maritime du Canada des Forces canadiennes et est basé au port de Halifax, en Nouvelle-Écosse. Le navire est le deuxième du nom.

## Service
Le NCSM Montréal sert principalement dans l'océan Atlantique pour la protection de la souveraineté territoriale du Canada et l'application de la loi dans sa zone économique exclusive.
Montréal a participé dans de nombreuses opérations de lutte anti-terrorisme (golfe Persique, golfe Arabique), et patrouille régulièrement l'océan Atlantique dans le cadre de missions de l'OTAN.
Le navire participe aussi dans des missions de souveraineté dans l'Arctique canadien et dans des missions de lutte au trafic de drogues dans la mer des Caraïbes.
Le NCSM Montréal est le premier navire de la flotte à être modifiée pour recevoir à son bord le nouvel hélicoptère aéronaval CH-148 Cyclone de Sikorsky. Le CH-148 est plus lourd que l'ancien Sea King, alors la structure du pont a dû être renforcé.

Insigne du NCSM Montréal

## Annexes

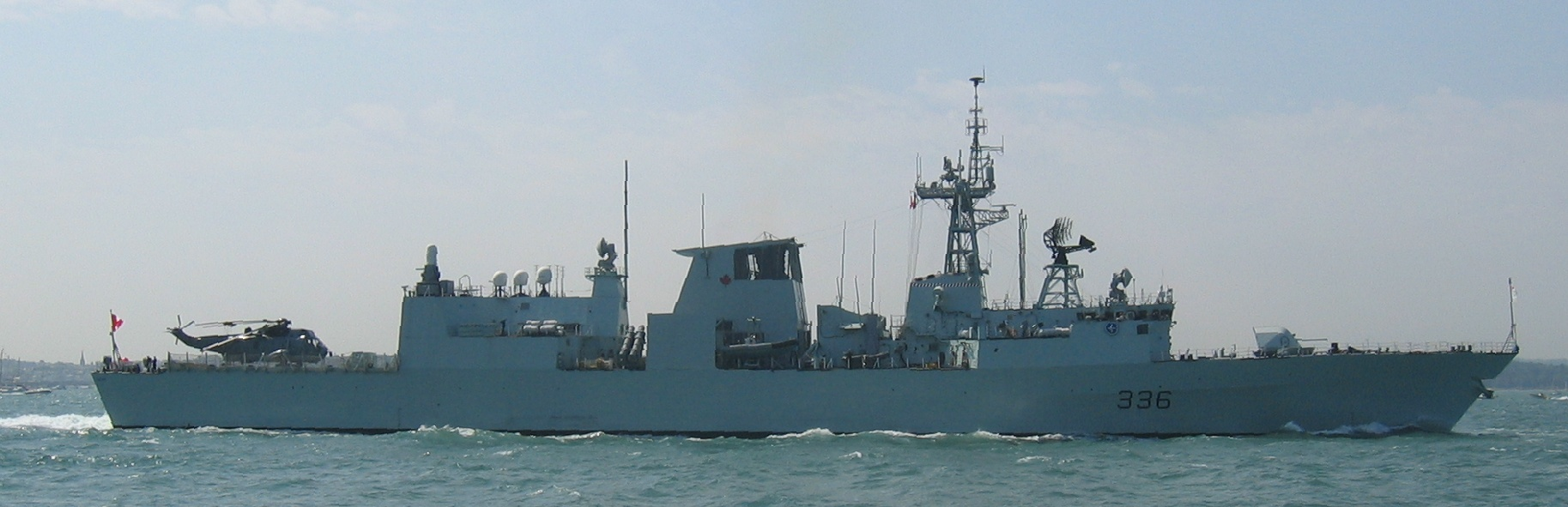
NCSM Montréal vue de tribord